# دهستان رقه
دهستان رقه، دهستانی از توابع شهرستان بشرویه در خراسان جنوبی است. این دهستان، بر اساس آخرین سرشماری تعداد ۵۰۰۰ نفر جمعیت داشته‌است.

این روستا از قدیمی‌ترین محل‌های خراسان بزرگ و حتی کشور می با شد که قدمتی چندین هزار ساله دارد.